# Przyjaźń, duma, godność
Przyjaźń, duma, godność – debiutancki album poznańskiego rapera o pseudonimie artystycznym Kaczor. Został wydany 1 grudnia 2010 roku nakładem wytwórni Szpadyzor Records.
Gośćmi są Paul Wall, Shellerini, Paluch, Mrokas i Pih. Album promowany był utworem „Przyjaźń, duma, godność” do którego powstał teledysk.

## Lista utworów
Opracowano na podstawie materiału źródłowego. 
1. „Krótko mówiąc” (produkcja: DNA) – 1:20
2. „Łaz Boss” (produkcja: Mikser, scratche: DJ Kostek) – 4:03
3. „Przyjaźń, duma, godność” (produkcja: Brahu, scratche: DJ Decks, DJ Kostek) – 4:45
4. „Nie będę tańczył (K.W.M.S.D.)” (produkcja: Mikser, scratche: DJ Taek) – 4:16
5. „Szukając siebie” (produkcja: DNA) – 3:58
6. „To jest” (produkcja: DNA, scratche: DJ Kostek) – 3:33
7. „From H-Town To Poznań” (gościnnie: Paul Wall, Shellerini, produkcja, scratche: DJ Decks) – 3:53
8. „Pan i władca” (produkcja: DNA, scratche: DJ Taek) – 3:36
9. „Poznań” (gościnnie: Mrokas, Paluch, produkcja: Tasty Beatz, scratche: DJ Kostek) – 4:01
10. „Ten dzień” (produkcja: Mikser) – 3:11
11. „On wciąż płonie” (produkcja: Mikser) – 4:07
12. „Ile dni” (produkcja: Donatan) – 3:12
13. „Ulice miast” (produkcja: Brahu, scratche: DJ Decks) – 3:27
14. „To jest (Remix)” (produkcja: DNA, scratche: DJ Kostek) – 3:31
15. „Upadek” (gościnnie: Pih, produkcja, scratche: DJ Story) – 3:35
16. „Testament” (produkcja: Młody G.R.O.) – 4:03
17. „Spokojnej nocy...” (produkcja: DNA) – 1:17